# ハッピーフッカー2
『ハッピーフッカー2』（The Happy Hooker Goes Hollywood）は、1980年のアメリカ合衆国のコメディ映画。日本では『2』として公開されたが、ハッピーフッカー三部作の3作目である。アラン・ロバーツが監督し、マルティーヌ・ベズウィック、アダム・ウェスト、フィル・シルヴァース、クリス・レモン、エディ・アダムス、リチャード・ディーコンが出演している。

## あらすじ
三部作の最後を飾る本作は、前2作同様にオランダの娼婦ザヴィエラ・ホランダーの人生が下敷きになっている。彼女はハリウッドで最も悪辣なプロデューサーの何人かと関わりを持ったが、彼らの策略を打ち負かし、彼ら抜きで映画を撮影した。

## 主なキャスト
| 俳優                       | 役名                      |
| -------------------------- | ------------------------- |
| マルティーヌ・ベズウィック | ザヴィエラ・ホランダー    |
| アダム・ウェスト           | ライオネル・ラメリー      |
| フィル・シルヴァース       | ウィリアム・B・ウォーコフ |
| リチャード・ディーコン     | ジョセフ・ロットマン      |
| エディ・アダムス           | リタ・ビーター            |
| クリス・レモン             | ロビー・ロットマン        |
| ディック・ミラー           | ニューヨーク市警察官      |
| チャールズ・グリーン       | ジョージ                  |
| リサ・ロンドン             | ローリー                  |
| ターニャ・ボイド           | シルヴィー                |
| スーザン・カイガー         | スージー                  |
| リンゼイ・ブルーム         | クリス                    |
| アーミー・アーチャード     | 本人役                    |
| キム・ホプキンス           | 少女時代のザヴィエラ      |
| K・C・ウィンクラー         | アンバー                  |

## 関連作品
- 1975年: 『ハッピーフッカー/陽気な娼婦』（The Happy Hooker、1作目）
- 1977年: 『ハッピーフッカー3/風俗軍団首都侵攻』（The Happy Hooker Goes to Washington、邦題は「3」であるが実際は2作目）